# جنوب شرقی فرانسه
جنوب کشور فرانسه به جهت جغرافیایی جنوبی این کشور اشاره دارد. جنوب فرانسه، که همچنین به عنوان فرانسه جنوبی یا به زبان فرانسوی (le Midi) شناخته می شود، یک منطقه جغرافیایی تعریف شده متشکل از مناطقی از فرانسه است که با اقیانوس اطلس در جنوب اسپانیا هم مرز است. و در تلاقی نسبتا کوچکی با دریای مدیترانه که به نزدیکی ایتالیا ختم می شود. این منطقه شامل جنوب نوول آکیتن در غرب، اکسیتانیه در مرکز، بخش‌های جنوبی اوورن-رون-آلپ در شمال شرقی، پروونس-آلپ-کوت دازور در جنوب شرقی و همچنین جزیره کورس در جنوب شرقی می‌باشد. جنوب فرانسه به دلیل ارتباط با دریای مدیترانه به طور کلی بخشی از جنوب اروپا در نظر گرفته می شود.و از اهمیت های استراتژیکی شاید هر چند کم برخوردار است. در بحبوحه انقلاب کبیر فرانسه این ناحیه یعنی جنوب کشور، از شورش‌ها، اعتصابات و نافرمانی های مدنی به نسبت کمتری برخوردار بود. پس از پیروزی انقلاب نقش صنعتی و تجاری آن با کشورهای اغلب پیرامونی بسیار پررنگ شد.

## تاریخچه‌ای کوتاه از فرانسه
جمهوری فرانسه پس از انقلاب کبیر فرانسه با سرنگونی دودمان پادشاهی ارباب-رعیتی قرون وسطایی که سبب فقر و عدم توسعه شدید در سرتاسر این امپراتوری گشته بود، بعنوان یک کانون لیبرالیسم، کپیتالیسم، دموکراسی و حامی حقوق بشر(از جمله بیانیه رسمی حقوق بشر سازمان ملل متحد که در خود پاریس، پایتخت این کشور نمایان شد) همچنان بعنوان یک کشور غربی شناخته می شود. برخی از سازمان های حامی حقوق بشر از جمله دیدبان حقوق بشر این کشور را شرق ستیز، اسلام ستیز و به شدت حامی ارزش های غربی دانسته اند که این مسئله خود باعث تبعیض های گسترده‌ای از جمله با مسلمانان و اقلیت های قومی و مذهبی شده است.
1. ↑  ویکی پدیای انگلیسی